# Avezan
Avezan é uma comuna francesa na região administrativa de Occitânia, no departamento de Gers. Estende-se por uma área de 5,66 km². Em 2010 a comuna tinha 112 habitantes (densidade: 19,8 hab./km²).